# Uwe Bein
Uwe Bein (Heringen, 26 de setembro de 1960) é um ex-futebolista alemão que conquistou a Copa do Mundo FIFA de 1990 pela seleção de seu país.
Em clubes, Bein se destacou no Kickers Offenbach, primeira equipe que defendeu na carreira, entre 1978 e 1984. Foram 153 jogos e 72 gols pelo OFC. Fez sucesso também no Eintracht Frankfurt, entre 1989 e 1994, atuando em 150 partidas e assinalando 38 gols.
Jogou também por Colônia, Hamburgo e Urawa Red Diamonds, única equipe não-alemã onde atuou. Bein, que havia parado de jogar em 1998, no Gießen se despediu dos gramados de forma definitiva em 2006, aos 46 anos, no Bad Hersfeld, uma equipe amadora da sexta divisão germânica.